# Puchar Czech w piłce siatkowej mężczyzn (2009/2010)
Rozgrywki o Puchar Czech w piłce siatkowej mężczyzn w sezonie 2009/2010 (Český pohár) zainaugurowane zostały we wrześniu 2009 roku. Brały w nich udział kluby z Extraligi, I i II ligi czeskiej.
Rozgrywki składały się z trzech rund wstępnych i finału.
Finał rozegrany został 8 lutego 2010 roku w Sportovní hala Dukly Liberec.
Zdobywcą Pucharu Czech została drużyna VK DHL Ostrawa.
Finał Pucharu Czech transmitowała stacja 4 SPORT.

## Drużyny uczestniczące
| Extraliga | I liga | II liga |
| --- | --- | --- |
| - VK Jihostroj Czeskie Budziejowice - Brownhouse volleyball Kladno - VK DHL Ostrawa - VK Dukla Liberec - VO Kocouři Vavex Przybram - Fatra Zlín - RWE Brno - SKV Ústí nad Labem - VK Karbo Benátky nad Jizerou - volleyball.cz ČZU Praha - Slavia Hawierzów | - TJ Sokol Dobřichovice - VK EGE Czeskie Budziejowice - AERO Odolena Voda - VŠSK MFF Praga - VSK Staré Město - TJ Veros Chomutov | - USK Slavia Pilzno - VK Ervěnice - TJ Jiskra Havlíčkův Brod - TJ Sokol Česká Třebová - VSK VŠB – TU Ostrava - TJ Sokol Palkovice |

## Terminarz
| Runda    | Termin               | Liczba meczów |
| -------- | -------------------- | ------------- |
| 1. runda | 19–20 września 2009  | 18            |
| 2. runda | 11–12 listopada 2009 | 6             |
| 3. runda | 28–30 grudnia 2009   | 9             |
| finał    | 8 lutego 2010        | 1             |

## 1. runda

### Grupa A
Tabela
| Poz. | Reprezentacja         | Pkt | Mecze | Mecze | Mecze | Małe punkty | Małe punkty | Małe punkty | Sety | Sety | Sety  |
| Poz. | Reprezentacja         | Pkt | M     | Z     | P     | zdob.       | str.        | ratio       | wyg. | prz. | ratio |
| ---- | --------------------- | --- | ----- | ----- | ----- | ----------- | ----------- | ----------- | ---- | ---- | ----- |
| 1    | TJ Veros Chomutov     | 6   | 3     | 3     | 0     | 9           | 1           | 9,00        | 244  | 204  | 1,20  |
| 2    | TJ Sokol Dobřichovice | 5   | 3     | 2     | 1     | 7           | 4           | 1,75        | 261  | 218  | 1,20  |
| 3    | USK Slavia Pilzno     | 4   | 3     | 1     | 2     | 3           | 8           | 0,38        | 209  | 259  | 0,81  |
| 4    | VK Ervěnice           | 3   | 3     | 0     | 3     | 3           | 9           | 0,33        | 238  | 271  | 0,88  |

Wyniki
|  |  | 1. KOLEJKA |  |
|  |  | ---------- |  |

| 19.09.2009 | VK Ervěnice | 1:3 (14:25, 25:23, 14:25, 18:25) | TJ Sokol Dobřichovice |

| 19.09.2009 | USK Slavia Pilzno | 0:3 (16:25, 23:25, 19:25) | TJ Veros Chomutov |

|  |  | 2. KOLEJKA |  |
|  |  | ---------- |  |

| 19.09.2009 | TJ Sokol Dobřichovice | 1:3 (23:25, 20:25, 25:19, 20:25) | TJ Veros Chomutov |

| 19.09.2009 | VK Ervěnice | 2:3 (25:22, 25:10, 23:25, 22:25, 14:16) | USK Slavia Pilzno |

|  |  | 3. KOLEJKA |  |
|  |  | ---------- |  |

| 19.09.2009 | USK Slavia Pilzno | 0:3 (17:25, 15:25, 21:25) | TJ Sokol Dobřichovice |

| 19.09.2009 | TJ Veros Chomutov | 3:0 (25:17, 25:22, 25:19) | VK Ervěnice |

### Grupa B
Tabela
| Poz. | Reprezentacja               | Pkt | Mecze | Mecze | Mecze | Małe punkty | Małe punkty | Małe punkty | Sety | Sety | Sety  |
| Poz. | Reprezentacja               | Pkt | M     | Z     | P     | zdob.       | str.        | ratio       | wyg. | prz. | ratio |
| ---- | --------------------------- | --- | ----- | ----- | ----- | ----------- | ----------- | ----------- | ---- | ---- | ----- |
| 1    | AERO Odolena Voda           | 6   | 3     | 3     | 0     | 9           | 3           | 3,00        | 291  | 239  | 1,22  |
| 2    | VŠSK MFF Praga              | 5   | 3     | 2     | 1     | 6           | 5           | 1,20        | 232  | 236  | 0,98  |
| 3    | VK EGE Czeskie Budziejowice | 4   | 3     | 1     | 2     | 7           | 6           | 1,17        | 285  | 257  | 1,11  |
| 4    | TJ Jiskra Havlíčkův Brod    | 3   | 3     | 0     | 3     | 1           | 9           | 0,11        | 173  | 249  | 0,69  |

Wyniki
|  |  | 1. KOLEJKA |  |
|  |  | ---------- |  |

| 19.09.2009 | AERO Odolena Voda | 3:0 (25:18, 25:17, 25:29) | VŠSK MFF Praga |

| 19.09.2009 | TJ Jiskra Havlíčkův Brod | 0:3 (16:25, 15:25, 22:25) | VK EGE Czeskie Budziejowice |

|  |  | 2. KOLEJKA |  |
|  |  | ---------- |  |

| 19.09.2009 | VŠSK MFF Praga | 3:2 (25:20, 14:25, 14:25, 25:23, 15:11) | VK EGE Czeskie Budziejowice |

| 19.09.2009 | AERO Odolena Voda | 3:1 (25:11, 25:17, 24:26, 25:15) | TJ Jiskra Havlíčkův Brod |

|  |  | 3. KOLEJKA |  |
|  |  | ---------- |  |

| 20.09.2009 | TJ Jiskra Havlíčkův Brod | 0:3 (14:25, 18:25, 19:25) | VŠSK MFF Praga |

| 20.09.2009 | VK EGE Czeskie Budziejowice | 2:3 (34:32, 25:14, 19:25, 16:25, 12:15) | AERO Odolena Voda |

### Grupa C
Tabela
| Poz. | Reprezentacja          | Pkt | Mecze | Mecze | Mecze | Małe punkty | Małe punkty | Małe punkty | Sety | Sety | Sety  |
| Poz. | Reprezentacja          | Pkt | M     | Z     | P     | zdob.       | str.        | ratio       | wyg. | prz. | ratio |
| ---- | ---------------------- | --- | ----- | ----- | ----- | ----------- | ----------- | ----------- | ---- | ---- | ----- |
| 1    | VSK Staré Město        | 6   | 3     | 3     | 0     | 9           | 1           | 9,00        | 246  | 177  | 1,39  |
| 2    | TJ Sokol Palkovice     | 5   | 3     | 2     | 1     | 6           | 3           | 2,00        | 202  | 189  | 1,07  |
| 3    | VSK VŠB – TU Ostrawa P | 4   | 3     | 1     | 2     | 3           | 6           | 0,50        | 188  | 214  | 0,88  |
| 4    | TJ Sokol Česká Třebová | 3   | 3     | 0     | 3     | 1           | 9           | 0,11        | 190  | 246  | 0,77  |

Wyniki
|  |  | 1. KOLEJKA |  |
|  |  | ---------- |  |

| 19.09.2009 | TJ Sokol Česká Třebová | 0:3 (22:25, 20:25, 21:25) | VSK VŠB – TU Ostrawa P |

| 19.09.2009 | TJ Sokol Palkovice | 0:3 (16:25, 19:25, 16:25) | VSK Staré Město |

|  |  | 2. KOLEJKA |  |
|  |  | ---------- |  |

| 19.09.2009 | VSK VŠB – TU Ostrawa P | 0:3 (22:25, 13:25, 16:25) | VSK Staré Město |

| 19.09.2009 | TJ Sokol Česká Třebová | 0:3 (14:25, 17:25, 21:25) | TJ Sokol Palkovice |

|  |  | 3. KOLEJKA |  |
|  |  | ---------- |  |

| 19.09.2009 | TJ Sokol Palkovice | 3:0 (25:17, 25:21, 26:24) | VSK VŠB – TU Ostrawa P |

| 19.09.2009 | VSK Staré Město | 3:1 (25:21, 25:14, 21:25, 17:15) | TJ Sokol Česká Třebová |

## 2. runda
|  | VK Dukla Liberec |  | wolny los |

| 11.11.2009 | RWE Brno | 3:0 (26:24, 25:21, 25:23) | TJ Veros Chomutov |

| 11.11.2009 | SKV Ústí nad Labem | 1:3 (21:25, 13:25, 25:23, 17:25) | VK Karbo Benátky nad Jizerou |

| 11.11.2009 | AERO Odolena Voda | 2:3 (25:23, 16:25, 25:13, 15:25, 14:16) | Fatra Zlín |

| 11.11.2009 | VK DHL Ostrawa | 3:0 (25:17, 25:12, 25:14) | VSK Staré Město |

| 12.11.2009 | VK Jihostroj Czeskie Budziejowice | 3:1 (17:25, 25:13, 25:12, 25:20) | volleyball.cz ČZU Praha |

| 11.11.2009 | Slavia Hawierzów | 3:0 (27:25, 25:20, 26:24) | VO Kocouři Vavex Przybram |

|  | Brownhouse volleyball Kladno |  | wolny los |

## 3. runda

### Grupa I
Tabela
| Poz. | Reprezentacja                | Pkt | Mecze | Mecze | Mecze | Małe punkty | Małe punkty | Małe punkty | Sety | Sety | Sety  |
| Poz. | Reprezentacja                | Pkt | M     | Z     | P     | zdob.       | str.        | ratio       | wyg. | prz. | ratio |
| ---- | ---------------------------- | --- | ----- | ----- | ----- | ----------- | ----------- | ----------- | ---- | ---- | ----- |
| 1    | VK Dukla Liberec             | 6   | 3     | 3     | 0     | 9           | 1           | 9,00        | 244  | 197  | 1,24  |
| 2    | Fatra Zlín                   | 5   | 3     | 2     | 1     | 7           | 5           | 1,40        | 275  | 268  | 1,03  |
| 3    | VK Karbo Benátky nad Jizerou | 4   | 3     | 1     | 2     | 3           | 7           | 0,43        | 232  | 239  | 0,97  |
| 4    | RWE Brno                     | 3   | 3     | 0     | 3     | 3           | 9           | 0,33        | 243  | 290  | 0,84  |

Wyniki
|  |  | 1. KOLEJKA |  |
|  |  | ---------- |  |

| 28.12.2009 | VK Dukla Liberec | 3:0 (25:16, 25:21, 25:15) | VK Karbo Benátky nad Jizerou |

| 28.12.2009 | Fatra Zlín | 3:2 (25:16, 24:26, 17:25, 28:26, 15:7) | RWE Brno |

|  |  | 2. KOLEJKA |  |
|  |  | ---------- |  |

| 28.12.2009 | VK Karbo Benátky nad Jizerou | 3:1 (25:15, 26:28, 25:11, 30:28) | RWE Brno |

| 28.12.2009 | VK Dukla Liberec | 3:1 (26:24, 18:25, 25:23, 25:12) | Fatra Zlín |

|  |  | 3. KOLEJKA |  |
|  |  | ---------- |  |

| 29.12.2009 | Fatra Zlín | 3:0 (25:23, 25:21, 32:30) | VK Karbo Benátky nad Jizerou |

| 29.12.2009 | RWE Brno | 0:3 (23:25, 18:25, 20:25) | VK Dukla Liberec |

### Grupa II
Tabela
| Poz. | Reprezentacja                     | Pkt | Mecze                          | Mecze                          | Mecze                          | Małe punkty                    | Małe punkty                    | Małe punkty                    | Sety                           | Sety                           | Sety                           |
| Poz. | Reprezentacja                     | Pkt | M                              | Z                              | P                              | zdob.                          | str.                           | ratio                          | wyg.                           | prz.                           | ratio                          |
| ---- | --------------------------------- | --- | ------------------------------ | ------------------------------ | ------------------------------ | ------------------------------ | ------------------------------ | ------------------------------ | ------------------------------ | ------------------------------ | ------------------------------ |
| 1    | VK DHL Ostrawa                    | 4   | 2                              | 2                              | 0                              | 6                              | 2                              | 3,00                           | 188                            | 175                            | 1,07                           |
| 2    | VK Jihostroj Czeskie Budziejowice | 2   | 2                              | 1                              | 1                              | 5                              | 5                              | 1,00                           | 222                            | 219                            | 1,01                           |
| 3    | Brownhouse volleyball Kladno      | 2   | 2                              | 0                              | 2                              | 2                              | 6                              | 0,33                           | 165                            | 181                            | 0,91                           |
|      | Slavia Hawierzów                  | 0   | zespół wycofał się z rozgrywek | zespół wycofał się z rozgrywek | zespół wycofał się z rozgrywek | zespół wycofał się z rozgrywek | zespół wycofał się z rozgrywek | zespół wycofał się z rozgrywek | zespół wycofał się z rozgrywek | zespół wycofał się z rozgrywek | zespół wycofał się z rozgrywek |

Wyniki
| 29.12.2009 | Brownhouse volleyball Kladno | 2:3 (20:25, 25:14, 29:27, 19:25, 13:15) | VK Jihostroj Czeskie Budziejowice |

| 29.12.2009 | Brownhouse volleyball Kladno | 0:3 (20:25, 21:25, 18:25) | VK DHL Ostrawa |

| 30.12.2009 | VK DHL Ostrawa | 0:3 (20:25, 28:26, 20:25, 30:28, 15:12) | VK Jihostroj Czeskie Budziejowice |

## Finał
| 8.02.2010 | VK Dukla Liberec | 2:3 (21:25, 26:24, 25:23, 25:27, 6:15) | VK DHL Ostrawa |

## Klasyfikacja końcowa
| Miejsce | Zespół           |
| ------- | ---------------- |
| złoto   | VK DHL Ostrawa   |
| 2       | VK Dukla Liberec |

## Puchar Czech i Słowacji
24 lutego 2010 roku w hali sportowej w Levicach rozegrano pierwszy mecz o Puchar Czech i Słowacji w piłce siatkowej mężczyzn. Zmierzyły się ze sobą zdobywca Pucharu Czech – VK DHL Ostrawa – oraz zdobywca Pucharu Słowacji – VKP Bratysława. Zdobywcą pierwszego Pucharu Czech i Słowacji został czeski klub, wygrywając 3:1 (25:17, 15:35, 25:19, 25:20).